# Rolf Meissner
Rolf Meissner (Dortmund, 15 de junho de 1925 – 4 de junho de 2014) foi um geofísico alemão. Obteve em 1943 o Abitur e esteve depois na Luftwaffe. Após a Segunda Guerra Mundial foi durante três anos músico e estudou a partir de 1948 meteorologia e geofísica na Universidade de Frankfurt. Após o doutorado em 1955 (com o tema sobre águas subterrâneas) trabalhou durante seis anos em prospecção sísmica de petróleo para a Prakla e Shell a Europa e África.[carece de fontes?]
A partir de 1961 esteve novamente na Universidade de Frankfurt como assistente, onde obteve a habilitação em 1966 (o tema da habilitação foi a estrutura da crosta terrestre). Lecionou e pesquisou em Mainz e Frankfurt e escreveu um livro de ciência popular sobre a Lua, publicado antes do pouso da Apollo 11. Em 1971 foi professor da Universidade de Quiel.[carece de fontes?] De 1985 a 1987 foi presidente da Sociedade Geofísica Europeia.

## Obras
- Der Mond, Suhrkamp 1969
- com Lajos Stegena: Praxis der seismischen Feldmessung und Auswertung, Bornträger, 1977
- The Continental Crust: A Geophysical Approach, Academic Press, 1986
- Editor: Continental lithosphere: deep seismic reflections, AGU 1991 (4. International Symposium on Deep Reflection Profiling of the Continental Lithosphere, Bayreuth 1990)
- A Little Book of Planet Earth, Springer 2002
- Geschichte der Erde, C. H. Beck, 1999, 2.ª Edição 2004